# Alex Čejka
Alexander Čejka (* 2. prosince 1970) je německo-český golfista.

## Biografie
Čejka se narodil v Mariánských Lázních. Českou republiku opustil jako uprchlík v devíti letech, později spolu s otcem žil ve Frankfurtu. Čejka nyní žije v Las Vegas, také má další domov v Praze. Jeho manželkou byla v letech 1997–2004 Mirka Čejková.

## Kariéra
Čejka se stal profesionálním golfistou v roce 1989 a hrál na Evropské tour od roku 1992 do 2002. Jeho největší vítězství na turnaji bylo na Volvo Masters na hřišti Valderrama Golf Club v roce 1995. Tento rok se umístil na šestém místě v evropské tour. Od roku 2003 hraje hlavně na americké PGA Tour, ačkoliv stále udržuje členství v Evropské tour. Také se umístil v nejlepších 50 v Official World Golf Rankings. V roce 2012 skončil na 177. místě na PGA Tour a v následujících letech hrál Web.com tour. V roce 2013 skončil na 64. místě, v roce 2014 na 6. místě a získal kartu na PGA Tour.
Čejka v roce 2015, při svém 287. startu na PGA Tour, zvítězil na turnaji Puerto Rico Open. Dva hráči zahráli bogey na 18. jamce, což zapříčinilo pětičlenné play-off; Čejka vyhrál díky birdie na první jamce při play-off. Stal se prvním golfistou narozeným v České republice který vyhrál na PGA Tour, stal se také prvním neameričanem, který vyhrál Puerto Rico Open. V té době byl také třetím nejstarším prvovítězem na PGA Tour od roku 1970.
Reprezentoval v golfu Německo na Olympijských hrách v roce 2016 v Brazílii.
V době, kdy většina sportovního světa byla kvůli pandemii COVID-19 pozastavena, hrál Čejka na arizonské Outlaw Tour, jedné z mála profesionálních golfových soutěží, které během pandemie fungovaly, a vyhrál dva turnaje.
V květnu 2021 vyhrál Čejka svůj první titul v PGA Tour Champions na turnaji Regions Tradition. Čejka tento major vyhrál v play-off nad Stevem Strickerem. O tři týdny později vyhrál Čejka svůj druhý major v PGA Tour Champions v roce 2021 na KitchenAid Senior PGA Championship v Southern Hills Country Clubu v Tulse ve státě Oklahoma. Čejka v neděli zahrál ve finálovém kole 67 ran a porazil Tima Petroviče o čtyři rány.
V červenci 2023 vyhrál Čejka v deštivém dni za mokrých podmínek turnaj Senior Open Championship v Royal Porthcawl ve Walesu. Čejka v play-off porazil Pádraiga Harringtona a získal titul. Bylo to jeho třetí vítězství v kariéře na seniorské PGA Tour Champions, přičemž všechna tři přišla na majorech.

## Profesionální vítězství (12)

### Vítězství na PGA tour (1)
- 2015 Puerto Rico Open

### Vítězství na Evropské tour (4)
- 1995 Turespana Masters Open de Andalucia, Hohe Brucke Open, Volvo Masters
- 2002 Trophée Lancôme

### Vítězství na Web.com tour (1)
- 2014 Pacific Rubiales Colombia Championship

### Vítězství na Challenge Tour (4)
- 1991 Audi Quattro Open
- 1993 Audi Open
- 1997 KB Golf Challenge
- 2002 Galeria Kaufhof Pokal Challenge

### Ostatní vítězství (2)
- 1990 Czech Open
- 1992 Czech Open

### Vítězství na PGA Tour Championships (3)
- 2021 Regions Tradition
- 2021 KitchenAid Senior PGA Championship
- 2023 The Senior Open Championship

### Vítězství na European Senior Tour (3)
- 2021 KitchenAid Senior PGA Championship
- 2022 JCB Championship
- 2023 The Senior Open Championship

## Výsledky na turnajích majors
| Turnaj                | 2000 | 2001 | 2002 | 2003 | 2004 | 2005 | 2006 | 2007 | 2008 | 2009 | 2010 | 2011 | 2012 | 2013 | 2014 | 2015 | 2016 | 2017 | 2018 | 2019 | 2020 | 2021 | 2022 |
| --------------------- | ---- | ---- | ---- | ---- | ---- | ---- | ---- | ---- | ---- | ---- | ---- | ---- | ---- | ---- | ---- | ---- | ---- | ---- | ---- | ---- | ---- | ---- | ---- |
| The Masters           | DNP  | DNP  | DNP  | DNP  | 26   | DNP  | DNP  | DNP  | DNP  | DNP  | DNP  | T35  | DNP  | DNP  | DNP  | DNP  | DNP  | DNP  | DNP  | DNP  | DNP  | DNP  | DNP  |
| U.S. Open             | DNP  | DNP  | DNP  | T61  | T60  | DNP  | DNP  | DNP  | DNP  | DNP  | T8   | CUT  | T41  | DNP  | T60  | DNP  | DNP  | DNP  | DNP  | DNP  | DNP  | DNP  | CUT  |
| The Open Championship | CUT  | T13  | CUT  | DNP  | DNP  | CUT  | DNP  | DNP  | CUT  | DNP  | DNP  | DNP  | DNP  | DNP  | DNP  | DNP  | DNP  | DNP  | DNP  | DNP  | DNP  | DNP  | DNP  |
| PGA Championship      | DNP  | DNP  | DNP  | 4    | CUT  | CUT  | DNP  | DNP  | DNP  | DNP  | DNP  | DNP  | DNP  | DNP  | DNP  | WD   | DNP  | DNP  | DNP  | DNP  | NT   | DNP  | DNP  |

DNP = nezúčastnil se (did not play)

CUT = neprošel cutem

"T" = dělené místo (tied)

Zelené pozadí znamená vítězství, žluté umístění v nejlepších desíti.

## Účasti v teamech
- Alfred Dunhill Cup (reprezentoval Německo): 1994, 1995, 1997, 1998
- World Cup (reprezentoval Německo): 1995, 1996, 1997, 1999, 2000, 2002, 2003, 2005, 2007
- The Seve Trophy (reprezentoval kontinentální Evropu): 2000 (vítězství), 2002, 2003